# Meljski Hrib
Meljski Hrib – wieś w Słowenii, w gminie miejskiej Maribor. W 2018 roku liczyła 292 mieszkańców. 